# Nedá Ághá-Soltán
Nedá Sálehí Ághá-Soltán (ندا آقاسلطان‎‎; 23. ledna 1983 – 20. června 2009) byla íránská žena zastřelená v Teheránu během protestů proti výsledkům íránských prezidentských voleb v roce 2009. Její smrt zachytila kamera a videonahrávka se zejména díky internetu šíří po celém světě. Její smrt se tak stala jedním ze symbolů íránských povolebních protestů.

## Smrt
20. června 2009 okolo 18:30 uvízla Ághá-Soltán spolu se svým učitelem hudby a dalšími dvěma osobami uprostřed teheránské zácpy. Čtveřice mířila demonstrovat proti oficiálním výsledkům prezidentských voleb v Íránu. Kvůli teplu uvnitř automobilu vůz opustila a při sledování protestů byla zastřelena do hrudi. Údajně členem polovojenské organizace Basídž.
Její smrt byla natočena a klip se pak po přidání na sítě YouTube a Facebook šířil virálně po celém světě. Ještě téhož dne se i diskuse o smrti na serveru Twitteru, která byla označována značkou #neda, stala jedním z „trending topics“, tedy téma o které je zvýšený zájem.

## Video
Existují dvě videa dokumentující smrt Nedy Ághá-Soltán. Jedno ukazuje jak padá k zemi, zřejmě stále při vědomí. Na druhém je Ághá-Soltán již zřejmě v bezvědomí a začíná silně krvácet. Její poslední slova údajně byla: „Já hořím, já hořím!“
Ve druhém videu přistupuje kameraman k Ághá-Soltán a dvěma mužům. Kamera zamíří na obličej oběti, který má již prázdný výraz. Ághá-Soltán pak začne silně krvácet z nosu a úst. Je slyšet křik.